# Delta1 Telescopii
Título a ser usado para criar uma ligação interna é Delta1 Telescopii.
Delta1 Telescopii (δ1 Tel / δ1 Telescopii) é uma estrela binária espectroscópica localizada na constelação de Telescopium.
Delta1 Telescopii é uma subgigante de classe B com magnitude aparente 4,916. Está a cerca de 800 anos-luz da Terra.